# II Cumbre de la Celac de 2014
La II Cumbre de la Comunidad de Estados Latinoamericanos y Caribeños se realizó en La Habana, Cuba los días 28 y 29 de enero de 2014. Su sede fue el centro expositivo y de convenciones Pabexpo en el oeste de la ciudad.
Fue organizada por Cuba, cuyo presidente, Raúl Castro, tenía la presidencia pro tempore del organismo, y que en la cumbre le fue entregada a Laura Chinchilla, presidenta de Costa Rica.
En esta cumbre se produjo la declaración de América Latina y el Caribe como "Zona de Paz", mediante un comunicado suscrito por todas las delegaciones participantes.

## Países participantes
- Antigua y Barbuda
- Argentina (presidenta Cristina Fernández de Kirchner)
- Bahamas
- Barbados
- Belice
- Bolivia (presidente Evo Morales)
- Brasil (presidenta Dilma Rousseff)
- Chile (presidente Sebastián Piñera y presidenta electa Michelle Bachelet)
- Colombia (presidente Juan Manuel Santos)
- Costa Rica (presidenta Laura Chinchilla)
- Cuba (presidente Raúl Castro)
- Dominica
- Ecuador (presidente Rafael Correa)
- El Salvador
- Guatemala
- Granada
- Guyana
- Haití
- Honduras
- Jamaica
- México (presidente Enrique Peña Nieto)
- Nicaragua (presidente Daniel Ortega)
- Panamá
- Paraguay (presidente Horacio Cartes)
- Perú (presidente Ollanta Humala)
- República Dominicana (presidente Danilo Medina)
- San Cristóbal y Nieves
- Santa Lucía
- San Vicente y las Granadinas
- Surinam
- Trinidad y Tobago
- Uruguay (presidente José Mujica)
- Venezuela (presidente Nicolás Maduro)